# Sándor Ádám
Sándor Ádám (Budapest, 1º febbraio 1892 – ...) è stato un nuotatore e pallanuotista ungherese.
È stato un membro dell'Ungheria, che ha partecipato ai Giochi di Stoccolma 1912.